# 島田智和
あたりめ島田(あたりめしまだ、本名:島田智和、しまだ ともかず、Tomokazu Simada)は、日本のラッパー、歌手、作詞家、作曲家、編曲家、司会者、テレホンアポインター、およびその講師。ラップユニット「あたりめ」「ザ・サイタイシャーズ」「モンブラン・ショートケーキ」で、関西を中心に活動している。高校卒業から１年３ヵ月後の１９９８年６月、「韻シスト」を結成、及び命名。ギターを担当。翌年５月、「韻シスト」を脱退。その後、幽玄としてのソロ活動、うさんくさ韻、カラクリ人形、創造人、逆関節クルーでの活動を経て現在に至る。ニックネームは、「しまっぷ」。